# 異世界漫步
《異世界漫步》是日本作家所著的輕小說系列，2021年7月起於KAKUYOMU上連載；2022年4月起發行書籍版，由擔綱插畫，至今出版共8卷。繁體中文版由台灣角川代理，譯者為K.K.。改編漫畫由2022年11月起在漫畫網站「Magazine Pocket」連載。

## 角色列表
藤宮空（Sora Fujimiya）
本作主角，男性高中生。被艾雷吉亞王國召喚到異世界，由於國王看到他貧弱的狀態面板認為他並非勇者而被逐出王城，並暗中派人監視。到異世界後得到技能「漫步」，效果是「不管走多少路也不會累」，隱藏效果是「每走一步就會獲得1點經驗值」；不知道是不是因為這個特殊技能的關係，他的狀態面板中的「等級」欄位內容並不會變動，跟其他人的等級會上升的狀況不同。
在異世界想辦法過生活，先去註冊冒險者，活用「漫步」技能，主要承接送貨類的委託工作，偶爾承接採集與討伐委託，並逐步提高技能等級與取得有用的技能。
與精靈「希耶爾」締結契約後，變的可以摸到她了；而稱號多了「與精靈締結契約之人」，並學習到了原本無法學習的神聖魔法，但是精靈魔法仍然呈現灰色文字狀態，無法學習。
前往艾雷吉亞王國「魯波瓦村」討伐狼時，聽聞村人被歐克擄走，決定幫忙他們；在順利引開歐克們後，其他村人則趁機救出人質，空則用手槍、劍與魔法解決掉5體歐克，此時一直暗中監視的13號現身，說空有可用之處要帶空回王都，被空強烈拒絕，兩人正在纏鬥之時引來魔人「伊格尼斯」，空判斷無法打贏他，便與他定下不允許傷害魔王的制約，隨後偽裝自己與13號皆已身亡的假象，就此逃離艾雷吉亞王國。之後告知13號她真正的名字是「光」，並要她自主決定是不是要跟自己走，光決定跟空一起同行。
儘管逃離了艾雷吉亞王國，為了避免被人認出，此後有一段時間都戴著遮住眼睛的面具來活動。在前往福力倫聖王國聖都彌沙參觀降臨祭的路上，結識了冒險者小隊「血腥玫瑰」相關成員，一起解決了襲擊「坦斯村」的歐克、歐克將軍、歐克領主，於是結伴前往聖都。抵達聖都後，在約兒的邀約下，借住她家；隔天與她們一起逛街買東西，捐了不少善款（在服裝店和甜點店）。在聖都的豪拉奴隸商會奴隸商「德雷特」那裡，找到並以五百枚金幣買下了戰鬥奴隸「賽拉」，她就是克莉絲苦尋已久的兒時玩伴。在歷經臥底魔人阿多尼斯假傳神諭追殺聖女與魔物潮事件後，協同詐死的聖女米亞、賽拉等人一起前往艾法魔導國的瑪喬利卡。
希耶爾
伴隨空的精靈，只有少數人可以看到。圓滾滾的，還長著毛茸茸的細毛，外表像是安哥拉兔。
空在艾雷吉亞王國王都城外採集藥草時，遇到的精靈。在中繼都市「菲西斯」為她命名，成功締結契約，名字在法文中是「天空」的意思。
光
原本是戴著隸屬面具的13號，在準備強制帶空回艾雷吉亞王國王都時，被魔人「伊格尼斯」破壞隸屬面具而獲得自由，此後決定以原本少女的面貌和空一起行動。
離開艾雷吉亞王國後，成為藤空的「特殊奴隸」（扶養無身分保證的未成年人，直到其成年後能夠自己登記身分證為止），此後也看得到精靈希耶爾了。
賽拉
克莉絲的兒時玩伴，性格無憂無慮的獸人。淪為奴隸之後，在黑森林作為戰鬥奴隸被迫作戰，實力與A級冒險者相當，或者在那之上；因為友軍全滅而被稱為『死神』。
被空買下並簽訂奴隸契約後，也看的到精靈希耶爾了。
米亞
聖女，最早收到女神神諭的人，被捲入教會內部權力爭鬥。降臨祭前幾天，偷偷跑出教會，遇到空時差點被暗殺，於是被帶到約兒的家暫住。要返回教會時，空製作了保護用的護身符讓她配戴，因此在後來被阿多尼斯的魔法擊中時逃過一劫。空等人幫米亞詐死後，米亞便跟著空一行人到處闖蕩；因故暫時成為空的奴隸，所以也看的到精靈希耶爾。
克莉絲
盧莉卡的搭檔冒險者，魔法師。金髮雙馬尾金瞳，性格怕生，但對空敞開心房。來自愛爾德共和國。
可以看到精靈，教了希耶爾如何和空締結契約的方法。
盧莉卡
克莉絲的搭檔冒險者，雙劍使。金髮金瞳，性格直爽外向。來自愛爾德共和國。與克莉絲周遊各國的目的是為了找在戰爭中失散的朋友與親人。
愛麗絲
克莉絲的姊姊，尖耳妖精。
米凱兒
艾雷吉亞王國王都冒險者公會櫃檯接待小姐，年紀十五歲。
伊格尼斯
魔人。感受到異世界召喚的波動而來到艾雷吉亞王國，在「魯波瓦村」附近遇到異世界人空，跟空立下不允許傷害魔王的制約，而沒有殺害空。回答了空的提問，認為使用魔王的魔石就能返回原本世界的說法是無稽之談。最後還被空請求保護遇到的異世界人。
蕾拉
冒險者小隊「血腥玫瑰」的隊長。一頭齊肩的金髮打理得整整齊齊。與其說是冒險者，更給人千金小姐的印象。冒險者階級為B級，小隊的所有成員，都是位於瑪喬利卡（艾法魔導國有地下城的城鎮）的瑪基亞斯魔法學園的學生。
凱西
冒險者小隊「血腥玫瑰」的成員。短髮。
約兒·阿波斯提爾
冒險者小隊「血腥玫瑰」的成員。將銀髮紮成馬尾辮，兩眼的黑眼圈很醒目。魔法狂熱分子。老家在福力倫聖王國聖都彌沙。很欣賞空的魔法技術，稱呼空為師父。
塔莉亞
冒險者小隊「血腥玫瑰」的成員。留著髮尾散開的中長髮，看起來有點愛睏。
露露
冒險者小隊「血腥玫瑰」的斥侯，有探索技能，主要是用弓，但也擅長用劍。暗金色的頭髮，左側有一束綁起來。給人運動少女的活潑印象。
特麗莎
冒險者小隊「血腥玫瑰」的成員。筆直的金色長髮，大胸部。神聖魔法的使用者。
丹·阿波斯提爾
約兒的父親。高階聖職者，是聖職位次於教皇的樞機主教。非常溺愛女兒們。
璐·阿波斯提爾
約兒的母親。
尤莉·阿波斯提爾
約兒的妹妹。
雷格魯斯
聖女米亞的首席貼身隨從神官。
阿多尼斯
偽裝成樞機主教的魔人，讓教皇聽到疑似神諭的聲音進而陷害聖女米亞。
德雷特
福力倫聖王國聖都彌沙豪拉奴隸商會的奴隸商。在伊多爾鎮豪拉奴隸商會遇見的奴隸商人「德雷克」的親哥哥。

## 出版書籍

### 輕小說
| 卷數 | KADOKAWA | KADOKAWA       | KADOKAWA               | 台灣角川               | 台灣角川       | 台灣角川               |
| 卷數 | 副標題   | 發售日期       | ISBN                   | 副標題                 | 發售日期       | ISBN                   |
| ---- | -------- | -------------- | ---------------------- | ---------------------- | -------------- | ---------------------- |
| 1    |          | 2022年4月8日   | ISBN 978-4-04-074489-6 | ～艾雷吉亞王國篇～     | 2023年2月22日  | ISBN 978-626-352-273-2 |
| 2    |          | 2022年8月10日  | ISBN 978-4-04-074624-1 | ～福力倫聖王國篇～     | 2023年7月24日  | ISBN 978-626-352-696-9 |
| 3    |          | 2022年12月8日  | ISBN 978-4-04-074788-0 | ～艾法魔導國・散步篇～ | 2023年11月27日 | ISBN 978-626-378-177-1 |
| 4    |          | 2023年4月10日  | ISBN 978-4-04-074930-3 | ～艾法魔導國・攻略篇～ | 2024年02月26日 | ISBN 978-626-378-600-4 |
| 5    |          | 2023年8月10日  | ISBN 978-4-04-075094-1 | ～路弗雷龍王國篇～     | 2024年6月11日  | ISBN 978-626-378-924-1 |
| 6    |          | 2023年12月8日  | ISBN 978-4-04-075254-9 | ～愛爾德共和國篇～     | 2024年10月23日 | ISBN 978-626-400-639-2 |
| 7    |          | 2024年4月10日  | ISBN 978-4-04-075393-5 |                        |                |                        |
| 8    |          | 2024年8月9日   | ISBN 978-4-04-075567-0 |                        |                |                        |
| 9    |          | 2024年12月10日 | ISBN 978-4-04-075715-5 |                        |                |                        |
| 10   |          | 2025年4月10日  | ISBN 978-4-04-075881-7 |                        |                |                        |

### 漫畫
| 卷數 | 講談社        | 講談社                 | 台灣角川      | 台灣角川               |
| 卷數 | 發售日期      | ISBN                   | 發售日期      | ISBN                   |
| ---- | ------------- | ---------------------- | ------------- | ---------------------- |
| 1    | 2023年3月9日  | ISBN 978-4-06-531155-4 | 2025年7月24日 | ISBN 978-626-435-060-0 |
| 2    | 2023年5月9日  | ISBN 978-4-06-531562-0 |               |                        |
| 3    | 2023年7月7日  | ISBN 978-4-06-532173-7 |               |                        |
| 4    | 2023年9月8日  | ISBN 978-4-06-532884-2 |               |                        |
| 5    | 2023年12月7日 | ISBN 978-4-06-533557-4 |               |                        |
| 6    | 2024年3月8日  | ISBN 978-4-06-534554-2 |               |                        |
| 7    | 2024年7月9日  | ISBN 978-4-06-536130-6 |               |                        |
| 8    | 2024年10月8日 | ISBN 978-4-06-537025-4 |               |                        |

## 外部連結
- 小說WEB版網站（日語）
- 小說書籍版作品資訊（日語）
- 漫畫線上連載網站（日語）